# Westen (Remscheid)
Westen ist ein Weiler der bergischen Großstadt Remscheid in Nordrhein-Westfalen.

## Lage und Beschreibung
Westen liegt im nördlichen Remscheid an der Stadtgrenze zu Wuppertal. Es liegt auf einem Bergrücken oberhalb des Morsbach-, des Saalbach- und des Gelpetals, in denen sich seit dem Mittelalter zahlreiche proto- und frühindustrielle Hammerwerke und Schleifkotten angesiedelt hatten.
Im Jahr 2015 stehen die Häuser Westen Nr. 15, 29, 44, 56 unter Denkmalschutz.
Nachbarortslagen sind Heusiepen, Grund, Langenhaus, Oelingrath, Platz und Clemenshammer.

## Geschichte
Der Name „Westen“ ist von „Wist“ abgeleitet, was so viel wie Wohnung oder Bleibe bedeutet. Erstmals urkundlich nachgewiesen ist die Hofschaft Westen mit zwei Wohnplätzen im Jahre 1471. Der Ort gehörte im Spätmittelalter und der frühen Neuzeit zu der Honschaft Erbschloe im Kirchspiel Lüttringhausen des Amtes Beyenburg.
Während um 1600 ein Sensenkaufmann namens „Arndt auf dem Westen“ erwähnt war, entstand hier im 17. Jahrhundert ein kleines „Zentrum der Eisenindustrie“. Sensenschmiede und Hammerwerksbesitzer wohnten dort, wobei Letztere ihre Betriebe überwiegend in den umgebenden Tälern hatten. 1910 zählte die Hofschaft 258 Einwohner in 60 Haushalten, die auf 38 Wohnhäuser verteilt waren.
Schon 1897 gab es dort eine eigene Wasserleitung, an die fast alle Haushalte angeschlossen waren. Das Wasser kam jedoch den Berg von Heusiepen herauf. In Richtung Wiebelshammer stand dort ein Hydraulischer Widder, auch „Stoßheber“ genannt, mit dessen Hilfe das Wasser hinauf gepumpt wurde.

## Gewerbe und Sport
Während es dort in früherer Zeit einige Gaststätten gab, ist Westen heute fast eine reine Wohngegend. Ein Graveur und ein chemisches Labor fallen im gewerblichen Bereich auf. Sportlich ist hier in der Tennisanlage der Tennisclub Westen zu Hause.

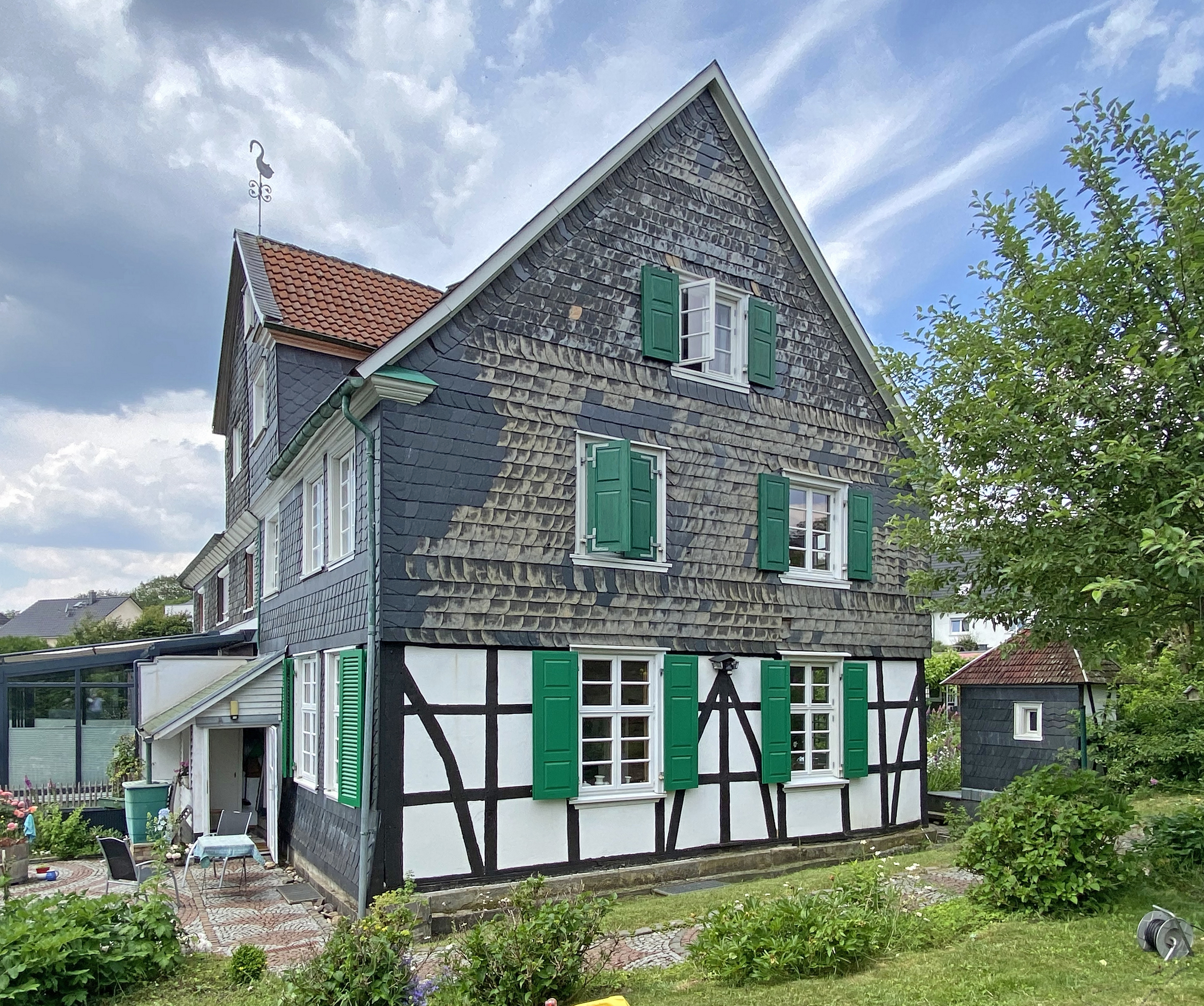
Baudenkmal Westen 15
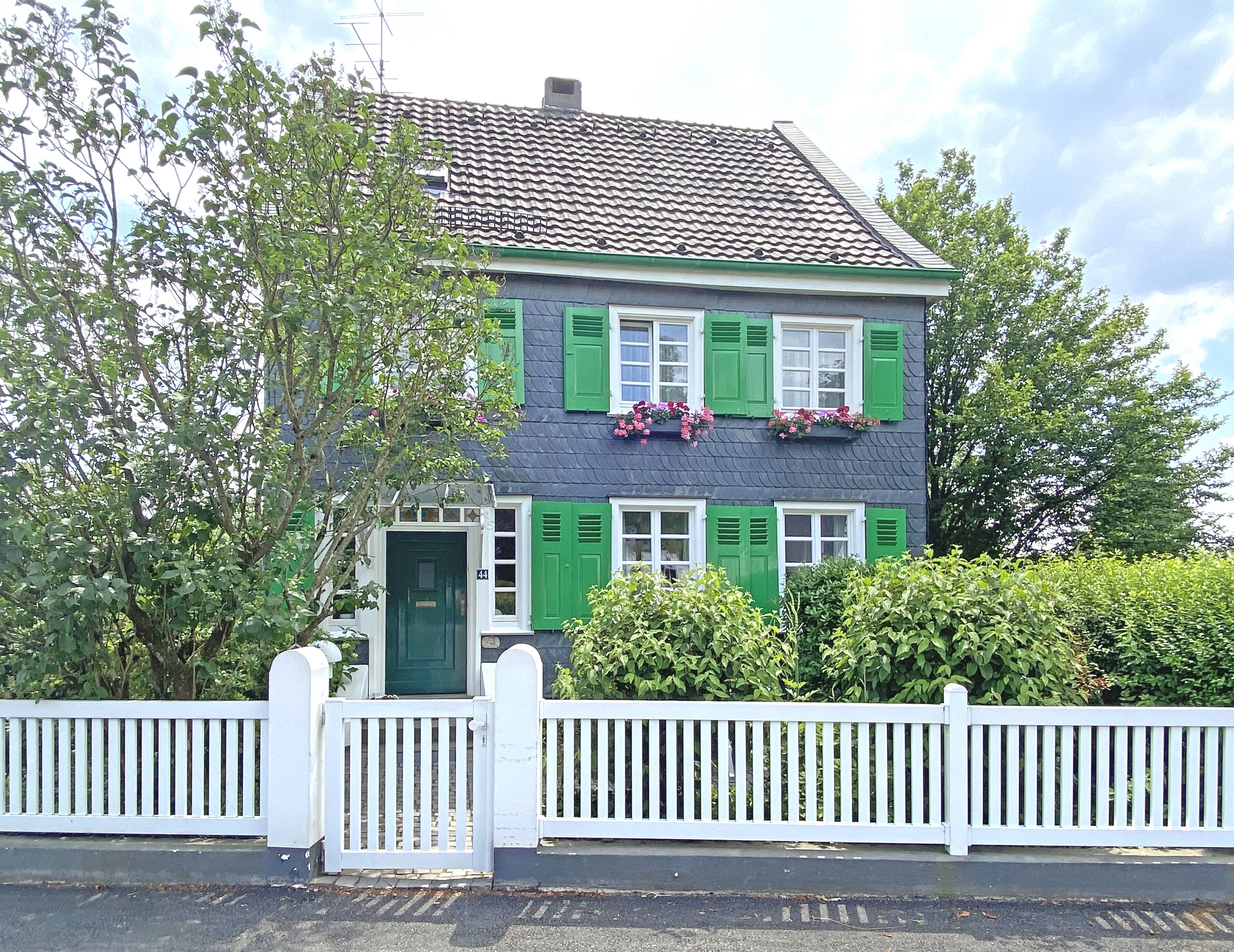
Baudenkmal Westen 44
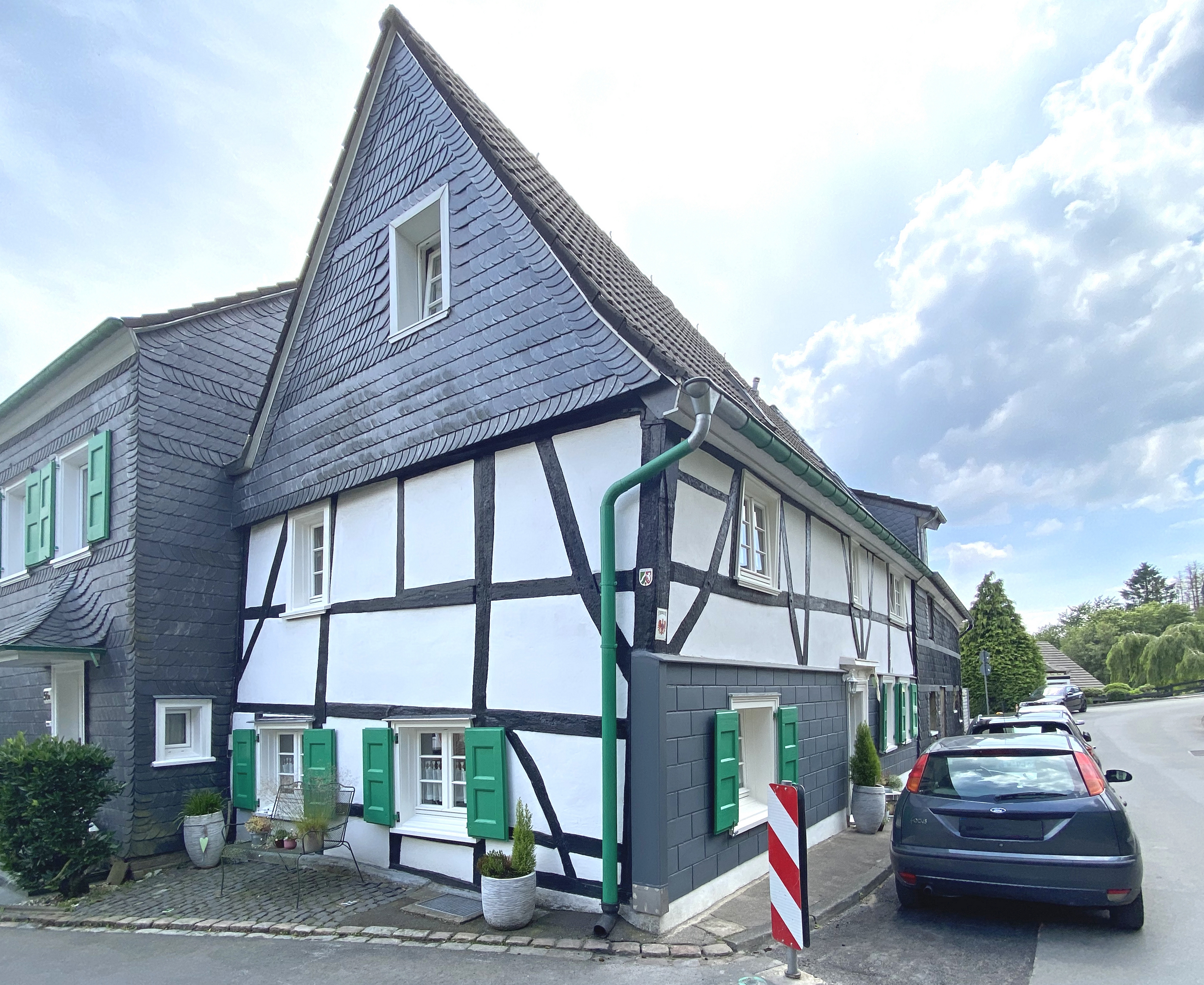
Baudenkmal Westen 56
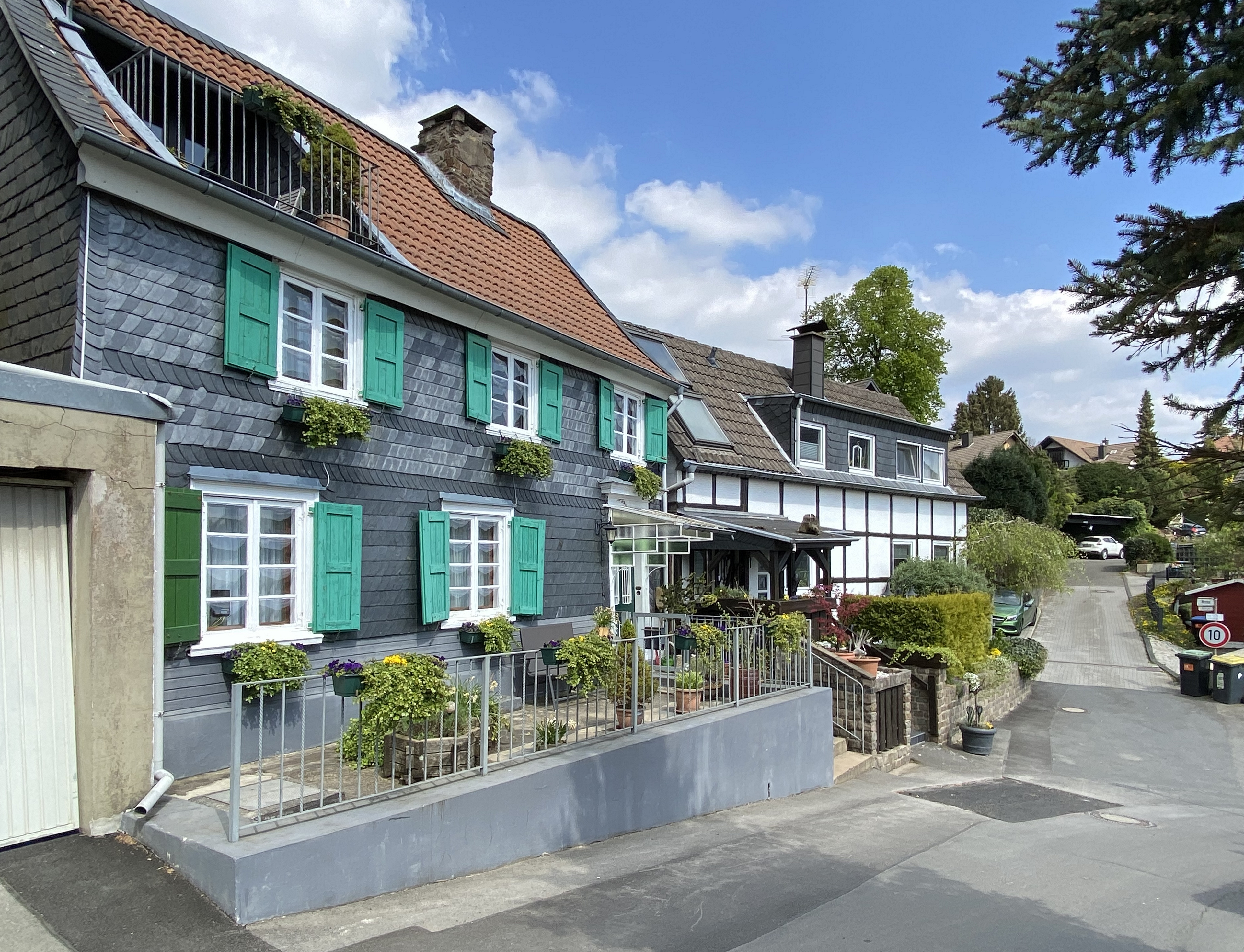
Westen 51
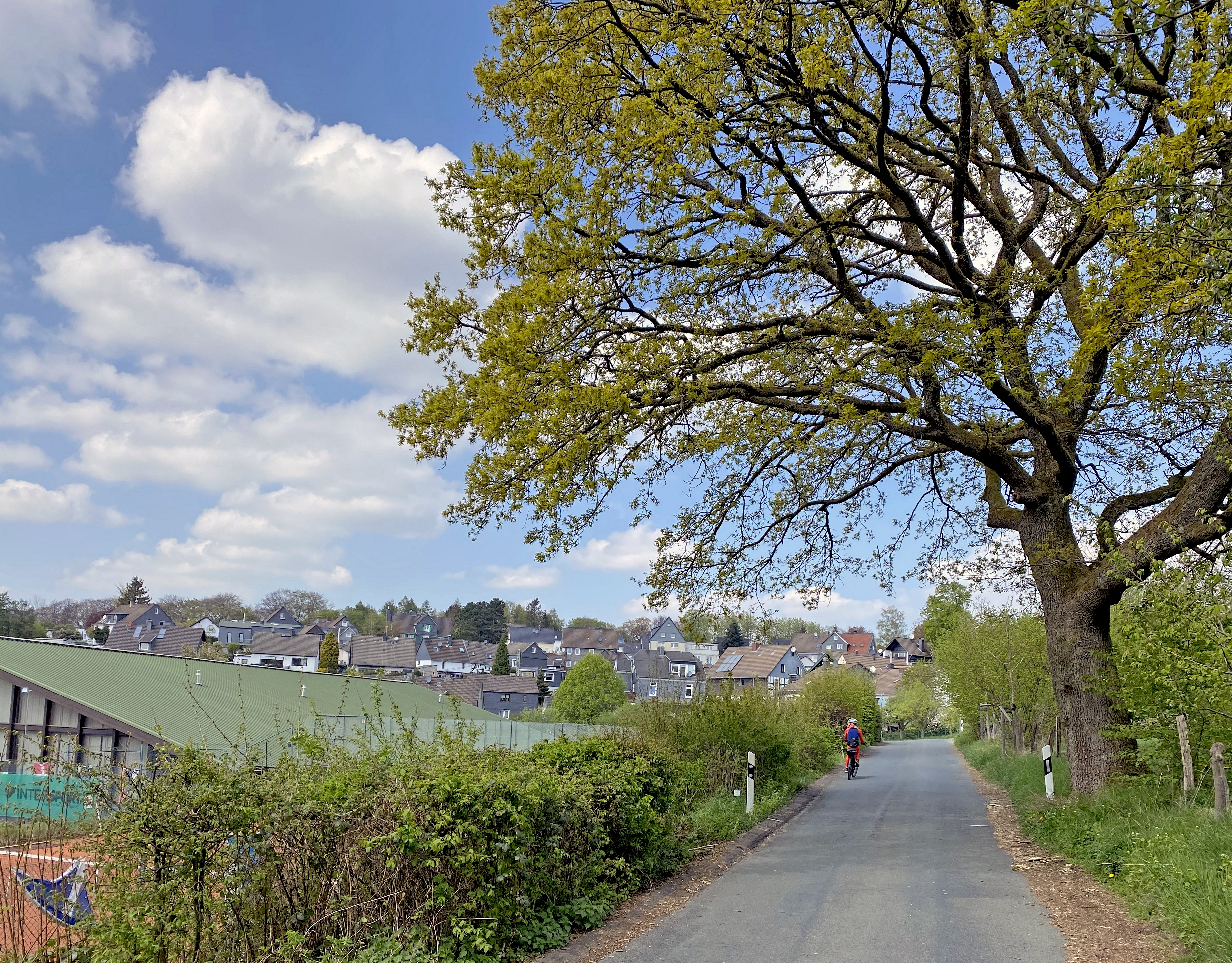
Grunder Schulweg mit Tennisanlage (links)
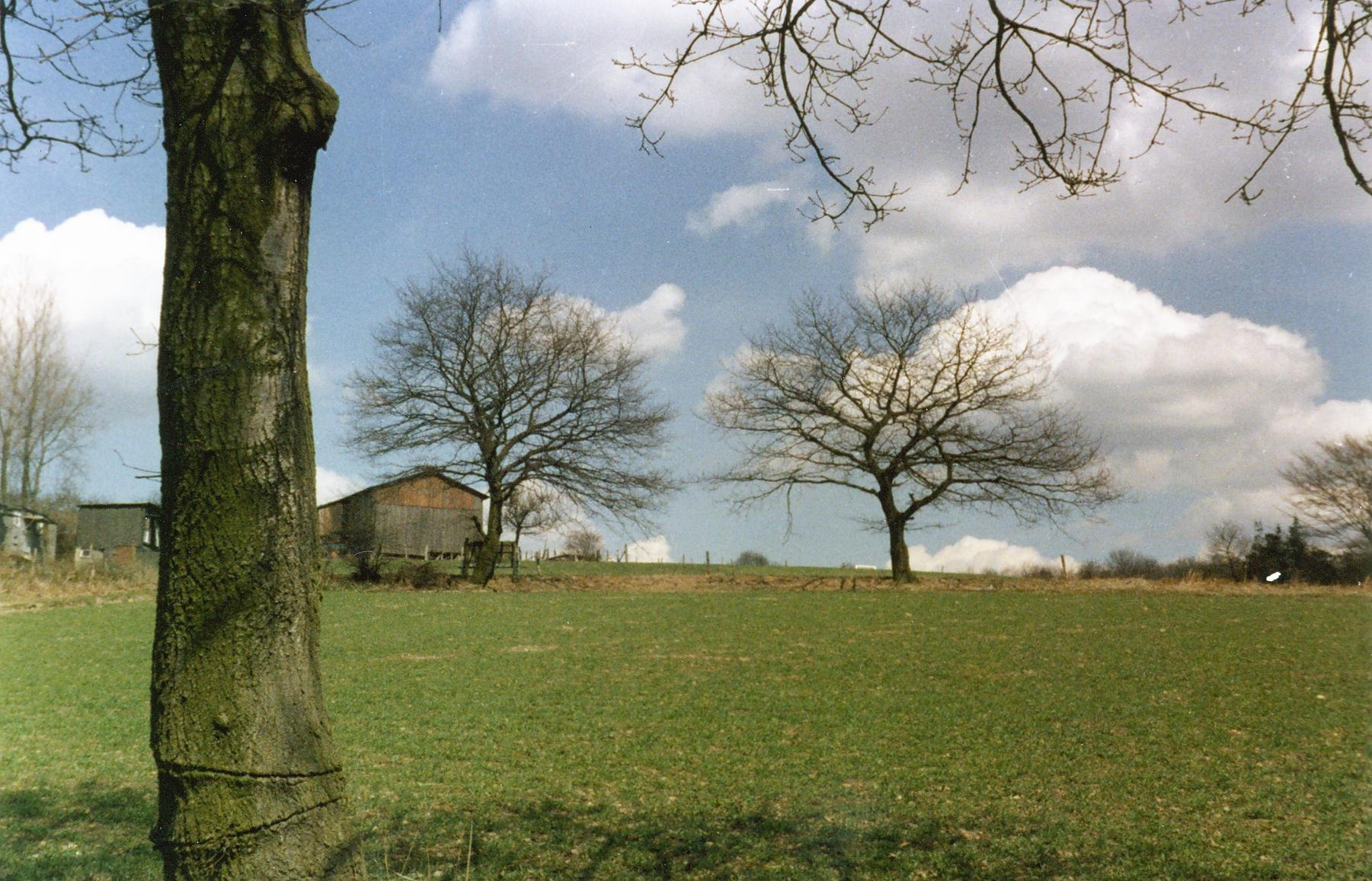
Frühling am Ortseingang von Westen